# Сопровождающая матрица
В линейной алгебре сопровожда́ющей ма́трицей унитарного многочлена
{\displaystyle p(t)=c_{0}+c_{1}t+\dots +c_{n-1}t^{n-1}+t^{n}}
называется квадратная матрица
{\displaystyle C(p)={\begin{bmatrix}0&0&\dots &0&-c_{0}\\1&0&\dots &0&-c_{1}\\0&1&\dots &0&-c_{2}\\\vdots &\vdots &\ddots &\vdots &\vdots \\0&0&\dots &1&-c_{n-1}\\\end{bmatrix}}.}

## Свойства
Многочлен {\displaystyle p(x)} одновременно является характеристическим и минимальным многочленом матрицы {\displaystyle C(p)}, именно в этом смысле матрица {\displaystyle C(p)} сопровождает многочлен {\displaystyle p(x)}.
Если {\displaystyle A} — матрица размерности {\displaystyle n\times n} с элементами из поля {\displaystyle \mathbb {F} }, тогда следующие утверждения эквивалентны:
- {\displaystyle A} подобна своей сопровождающей матрице над полем {\displaystyle \mathbb {F} }.
- Характеристический многочлен матрицы {\displaystyle A} совпадает с её минимальным многочленом.
- Существует циклический вектор {\displaystyle v\in V=F^{n}} такой, что векторы {\displaystyle v,Av,A^{2}v,\dots ,A^{n-1}v} образуют базис пространства {\displaystyle V}. Эквивалентно, V является циклическим  {\displaystyle K[A]}-модулем (и {\displaystyle V\cong K[X]/(p(x))}); тогда говорят, что матрица A является несокращаемой.

Не любая квадратная матрица подобна сопровождающей, но любая квадратная матрица подобна блочно-диагональной матрице, каждый из блоков которой является сопровождающей матрицей. Более того, можно подобрать эти сопровождающие матрицы так, что их многочлены будут делить друг друга. Такая матрица однозначно определяется из исходной квадратной матрицы и называется фробениусовой нормальной формой.

## Диагонализуемость
Если у многочлена {\displaystyle p(x)} {\displaystyle n} корней: {\displaystyle \lambda _{1},\lambda _{2},\dots ,\lambda _{n}} (являющихся собственными значениями матрицы {\displaystyle C(p)}), то {\displaystyle C(p)} диагонализуема, то есть представима в виде
{\displaystyle VC(p)V^{-1}={\mbox{diag}}(\lambda _{1},\lambda _{2},\dots ,\lambda _{n}),}
где {\displaystyle V} — матрица Вандермонда, соответствующая корням многочлена {\displaystyle p(x)}.

## Линейные рекуррентные последовательности
Транспонированная сопровождающая матрица
{\displaystyle C^{T}(p)={\begin{bmatrix}0&1&0&\cdots &0\\0&0&1&\cdots &0\\\vdots &\vdots &\vdots &\ddots &\vdots \\0&0&0&\cdots &1\\-c_{0}&-c_{1}&-c_{2}&\cdots &-c_{n-1}\\\end{bmatrix}}}
характеристического многочлена
{\displaystyle p(t)=c_{0}+c_{1}t+\dots +c_{n-1}t^{n-1}+t^{n}}
генерирует линейную рекуррентную последовательность {\displaystyle a_{0},a_{1},\dots ,a_{k},\dots } в следующем смысле
{\displaystyle C^{T}(p){\begin{bmatrix}a_{k}\\a_{k+1}\\\vdots \\a_{k+(n-1)}\end{bmatrix}}={\begin{bmatrix}a_{k+1}\\a_{k+2}\\\vdots \\a_{k+n}\end{bmatrix}},}
где элементы последовательности удовлетворяют системе линейных уравнений
{\displaystyle a_{k+n}=-c_{0}a_{k}-c_{1}a_{k+1}-\dots -c_{n-1}a_{k+n-1}}
для всех {\displaystyle k\geq 0}.